# Radziszów
Radziszów ist eine Ortschaft mit einem Schulzenamt der Gemeinde Skawina im Powiat Krakowski der Woiwodschaft Kleinpolen in Polen.

## Geographie
Der Ort liegt im Pogórze Wielickie am Fluss Skawinka, westlich des Walds Bronaczowa.
Die Nachbarorte sind Rzozów und die Stadt Skawina im Norden, Buków im Osten, Głogoczów im Südosten, Wola Radziszowska im Südwesten, Jurczyce im Westen.

## Geschichte
Der Name des Dorfs, früher Radzieszkow, ist possessiv abgeleitet vom Urbesitzer Radziesz bzw. Radzieszek.
Im 12. Jahrhundert könnte das Gebiet zur Benediktinerabtei Tyniec gehört haben, damit im Zusammenhang tauchten erste Erwähnungen auf, deren Datierung in Frage gestellt wurde. Der Ort wurde nicht im Dokument von Gilo von Paris (wahrscheinlich aus den Jahren 1123–1125) benannt, aber es wurde e in einer Interpellation der Tynecer Mönche sowie in der 1229 erschienenen Päpstlichen Bulle als Radessow  villa erwähnt, die auf Gilos Dokument beruhten.
In der Zeit der polnischen Partikularismus wurde das Gebiet zwischen den Flüssen Skawa im Westen und Skawinka im Osten (mit der Ausnahme des Radwanitenkorridors) im Jahr 1274 von Kleinpolen abgetrennt und ans Herzogtum Oppeln angeschlossen. Radziszów wurde in zwei Teile getrennt: der Teil am linken Ufer wurde schlesisch (er gehörte zur schlesischen Exklave um Krzęcin), der andere blieb beim Herzogtum Krakau, das 1320 zum Kern des Königreichs Polen wurde. Kurz darauf schenkte oder verkaufte der Herzog Wladislaus I. das am Süden benachbarte Dorf Wola an die Abtei Tyniec. Die Benediktiner übertrugen beide Dörfer auf Deutsches Recht, und zwar unter dem gemeinsamen Schultheiß Iohannes de Radesow et Wola. Der Schultheiß nahm am Krakauer Aufstand des Vogtes Albert teil, weswegen er 1311 den Besitz verlassen musste (Krakauer Teil). Wahrscheinlich an der Wende vom 13. ins 14. Jahrhundert entstanden auch zwei Pfarreien. Die Pfarrei Antiquo Radissow wurde im Peterspfennigregister des Jahres 1326 im Dekanat Zator des Bistums Krakau erstmals erwähnt (während Wola Radziszowska als Novo Radissow bezeichnet wurde). Die Ortskirche lag auf dem rechten Ufer der Skawinka, im polnischen Teil, aber die Pfarrei umfasste wahrscheinlich auch den schlesisch-böhmischen Teil. Etwa bis zur Mitte des 15. Jahrhunderts lag südöstlich von Radziszów ein Dorf Brunaczów. Die verlassenen Gründe von Brunaczów wurden wahrscheinlich damals zwischen Wola, Radziszów, Głogoczów sowie Mogilany aufgeteilt.
Ab 1327 wurde die Grenze am Fluss Skawinka zur Grenze zwischen den Königreichen Böhmen und Polen, als der Herzog Johann I. von Auschwitz dem böhmischen König Johann von Luxemburg huldigte. Seit 1445 gehörte der schlesische Teil des Dorfs zum Herzogtum Zator, dieses wurde im Jahr 1494 an den polnischen König verkauft und 1564 völlig inkorporiert. Der ehemals schlesische, kleinere Teil des Dorfs gehörte jedoch nicht zum polnischen Kreis Schlesien, der aus dem angegliederten Herzogtum Zator gebildet wurde, sondern wurde mit dem größeren, schon vorher polnischen Teil des Dorfs vereinigt und dem Kreis Szczyrzyc angegliedert.
Bei der Ersten Teilung Polens kam Radziszów 1772 zum neuen Königreich Galizien und Lodomerien des habsburgischen Kaiserreichs (ab 1804). Ab 1782 gehörte das Dorf zum Myslenicer Kreis (1819 mit dem Sitz in Wadowice). Nach der Aufhebung der Patrimonialherrschaften bildete es nach 1850 eine Gemeinde im Bezirk Skawina, ab 1867 im Bezirk Myślenice.
1918, nach dem Ende des Ersten Weltkriegs und dem Zusammenbruch der k.u.k. Monarchie, kam Radziszów zu Polen. Es wurde zum Sitz einer Gemeinde im Powiat Krakowski, die die Mehrheit der Ortschaften der heutigen Gemeinde Skawina umfasste. Unterbrochen wurde dies nur durch die Besetzung Polens durch die Wehrmacht im Zweiten Weltkrieg. Es gehörte dann zum Distrikt Krakau im Generalgouvernement.
Von 1945 bis 1998 gehörte Radziszów zur Woiwodschaft Krakau.

## Sehenswürdigkeiten
- Kirche aus dem 15. Jahrhundert, renoviert 1847 nach einem Brand
- Gutshof (frühes 19. Jahrhundert)

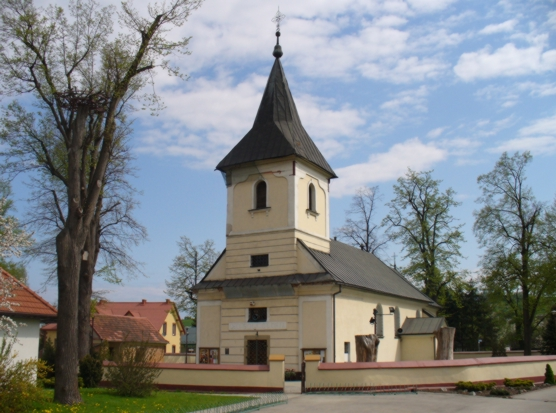
Kirche
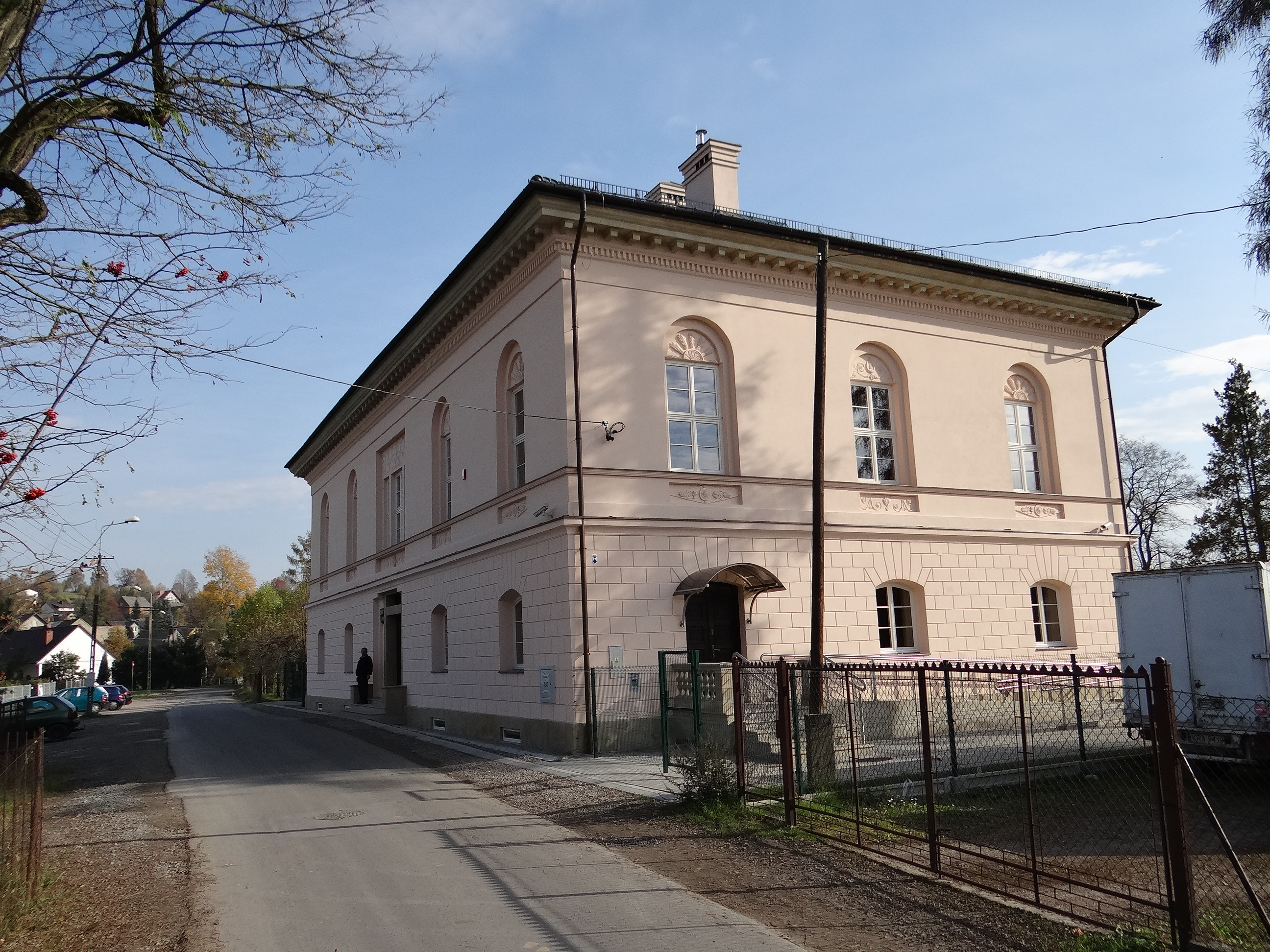
Gutshof

## Söhne und Töchter des Orts
- Henryk Jaskuła (1923–2020), Segler